# Dino Jelusić
Dino Jelusić es un cantante croata. Fue el primer ganador del Festival de Eurovisión Junior, en la capital de Dinamarca; Copenhague,  el 15 de noviembre de 2003. 

## Biografía
Dino Jelusić nació en Požega (Croacia), el 4 de junio de 1992 y actualmente vive en Zagreb con sus padres, su hermana Lorena y hermano menor Bruno.
Desde muy temprana edad Dino se dedicaba a la música. Asistió a la escuela secundaria de Música donde concluyó sus clases de piano. En el Festival de Eurovisión Junior cantó "Ti si moja Prva ljubav" (Tú eres mi primer amor) obteniendo 134 puntos, haciéndolo el ganador del primer festival que se realizaba. La versión en inglés de la canción se titula "You Are My One And Only". La presentación de Dino en el Festival de Eurovisión Junior incluyó piano, canto y baile, lo cual lo hizo famoso haciendo que en 2004 lanzara un álbum conocido como Nº1, todo un éxito en su país de origen, Croacia, y muy popular entre los jóvenes de Europa.
Dino, que ha cantado desde que era muy joven, según él mismo, comenzó a asistir a varias audiciones cuando tenía cinco años de edad, aparece en numerosos etapas y festivales a partir de 1998. Su avance no obstante, fue con su aparición en la televisión croata Turbo Limach en un programa infantil conocido como "LIMAC" (en la jerga de los jóvenes de Zagreb Malí), donde los niños cantan en vivo, cuando Dino sólo tenía unos 7 años. Además de su país nativo Croacia, se ha presentado en ciudades como El Cairo (Egipto), Figueira da Foz (Portugal), Alicante (España), Bucarest (Rumania), Rímini (Italia) y Kaunas (Lituania) antes de ir a Copenhague. Dino también aparecía con frecuencia en la radio y televisión croata como invitado especial en los canales y estaciones populares. En septiembre de 2004 tuvo su primer concierto de larga duración en el estadio salata en Zagreb, reuniendo alrededor de 6.000 aficionados. En el mismo año y en los comienzos de 2005 se fue de gira en varias ciudades de Australia, Adelaida, Canberra, Sídney y Brisbane. 
En junio de 2005, Dino es invitado al Festival de Música de Langeland en Dinamarca, el mismo país en el que había ganado el Festival de Eurovisión Junior dos años antes. Después de un descanso de la visita en esos lugares, Dino vuelve a su trabajo como artista. A partir de 2008 Dino sale con un nuevo single llamado "Malena" procedente del álbum "CMC 08" del Canal de música croata (Croatian Music Channel).
Durante los años, 2006, 2007, 2008 y 2009, Dino no tuvo mucha aparición en los medios. Según la entrevista que dio al sitio theskykid, después de que tuviera muchos conciertos por toda  Croacia y también por Dinamarca, Australia y América, se detuvo en lo artístico y se centró en lo académico y en la escuela de música, preparándose para entrar a una academia o a la universidad para estudiar música. Aunque también durante ese periodo realizó el doblaje croata de diferentes personajes de películas y dibujos animados como Monster House, Las aventuras de Sharkboy y Lavagirl en 3-D, Toy Story 3, entre otros. 
Durante el 2011 en la página web de Dino Jelusić se promocionaba un nuevo álbum de estudio para ese año. Junto a una banda de músicos amigos de Dino, se llevó a cabo el disco, lanzado el primero de agosto en la tienda de iTunes, bajo el nombre de Living My Own Life, el cual refleja el trabajo del artista y el nuevo estilo en sus canciones.
La banda de Dino está compuesta por: 
- Marin Gregov, baterista de Pantera y de la banda tributo a Rammstein.
- Dex, bajista que tenía su propia banda, pero que decidió tocar con Dino.
- Fran Sokic, tecladista de la banda tributo TOTO.
- Iván Zecic, guitarrista. Muy popular en YouTube. Recrea los solos de Joe Satriani, Steve Vai y otros guitarristas famosos.

Dino se inclina por el estilo rock, influenciado por muchos artistas de los años 80 como Bon Jovi, Europe, Aerosmith y por grupos de rock moderno como Nickelback, Shinedown, Daughtry, entre otros. Jelusić, Dino (19 de noviembre de 2010). «Dino Jelusic – An Exclusive Interviewon» (en inglés). Consultado el 1 de agosto de 2011.

En el 2012 Dino formó parte de un gran proyecto internacional en Sudáfrica llamado "Synkropation". El proyecto corresponde a un álbum realizado en colaboración con diferentes artistas, entre ellos Dilana Smith (quien trabajó con Gilby Clarke, Tommy Lee, Dave Navarro, Jason Newsted), Mandoza (gran estrella del rap en África), Alter Irving, Yvette Barnyard, Wake to Wonder (banda de rock alternativo), y por supuesto Dino Jelusic. El álbum salió a la venta en 2013.
Por otra parte, Dino está trabajando en su nuevo álbum en solitario, que será más en el género Hard'n'Heavy, así como un proyecto paralelo que será más metal progresivo.
En 2019, Dino Jelisic fue cantante de bandas como Animal Drive, Trans Siberian Orchestra, Lords of Black y a finales de 2019 se reunió con Gerorge Lynch para un proyecto llamado Dirty Shirley.
En términos musicales, su voz ha madurado bastante, tanto que, se le puede comparar con Dio o Coverdale, o un simbiote de ambos.

## Discografía
| Canción                 | Año  | Tipo   |
| ----------------------- | ---- | ------ |
| Ti si moja prva ljubav  | 2003 | Single |
| You are my one and only | 2004 | Single |
| Mi tljubav              | 2004 | Single |
| Malena                  | 2008 | Single |
| Tren                    | 2011 | Single |
| Samo Za Nju             | 2011 | Single |
| Prosao Sam Sve          | 2011 | Single |

| Primera etapa (2003-2005)     |                |                  |
| Nº1 Croatian Version          | Abril de 2004  | Álbum de estudio |
| Nº1 English Version           | 2004           | Álbum de estudio |
| Segunda etapa (2008-Presente) |                |                  |
| Living My Own Life            | Agosto de 2011 | Álbum de estudio |

## Apariciones
| Lugar                                                              | Año              |
| ------------------------------------------------------------------ | ---------------- |
| Programa de espectáculos "Turbo Limach Show"                       | 1998; 1999; 2000 |
| Concierto de Navidad con la Orquesta Filarmónica en Zagreb         | 1999             |
| ATP Challenger Tennis Tournament - Zagreb Open                     | 1999             |
| Programa de televisión Turbovizija                                 | 2001             |
| Primer concierto independiente a beneficio                         | 2001             |
| Papel principal en el musical "Janica y Jean" en el Comedy Theatre | 2004             |
| Concierto en el Salata, Zagreb                                     | 2004             |
| Huéspedes del festival en Nueva York,                              | 2004             |
| Golden Star Festival en Bucarest, Rumania                          | 2004             |
| Programa de televisión Boom Boom en Dinamarca                      | 2004             |
| Gran tour en Croacia, Bosnia y Herzegovina                         | 2004; 2005       |
| Gira por Australia                                                 | 2004; 2005       |
| Noruega, Visita en gira por Dinamarca                              | 2005             |
| Festival de Langeland, Dinamarca                                   | 2005             |
| Arena Pula en vivo (junto a su banda)                              | 2008             |
| Escuela secundaria de Zagreb                                       | 20-02-2009       |
| Concierto humanitario                                              | 20-02-2009       |
| Radio Kotoriba aniversario 11                                      | 18-09-2010       |
| Festival de Eurovisión Junior en Minsk                             | 19-11-2010       |
| Programa grabado de TV en Trogir; Año Nuevo                        | 16-12-2010       |
| Junto a su hermana Lorena en Arena Split                           | 30-12-2010       |
| Hard place de Zagreb                                               | 14-01-2011       |
| Rodaje del videoclip "Rain"                                        | 16-01-2011       |
| Jurado en Eurosong                                                 | 16-02-2011       |
| Rockiando en X' club                                               | 03-04-2011       |
| Concierto en el bar Ruta 66                                        | 10-04-2011       |
| Grabación del video "I'm not getting over you"                     | 21-04-2011       |
| Competencia "Best teenager 2011"                                   | 06-05-2011       |
| Fiesta de ciclistas en Zaprešić                                    | 07-05-2011       |
| Dino, Tin y Dex en el acoustico de Ramona; Pregrada                | 15-05-2011       |

## Festivales y Concursos
| Lugar                                                                  | Año  | Resultado                                             |
| ---------------------------------------------------------------------- | ---- | ----------------------------------------------------- |
| El Cairo, Egipto                                                       | 1999 | Cuarto lugar (categoría niños 5-9 años)               |
| Bjelovar, Croacia                                                      | 2000 | Ganador por la audiencia; Segundo lugar por el jurado |
| Croacia, McDonalds de Zagreb                                           | 2000 | Ganador                                               |
| El Cairo, Egipto                                                       | 2001 | Tercer lugar (categoría niños 5-9 años)               |
| Figueira da Foz, Portugal                                              | 2001 | Ganador                                               |
| Bucarest, Rumania                                                      | 2001 | Premio por popularidad y Premio de la Prensa.         |
| Igea Marina, Italia                                                    | 2002 | Ganador con super Gran Premio                         |
| Bucarest, Rumania                                                      | 2003 | Estrella de oro del festival, Tercer lugar            |
| Kaunas, Lituania                                                       | 2002 | Ganador                                               |
| El Cairo, Egipto                                                       | 2003 | Premio FIDOF                                          |
| Zagreb, Preseleccionado nacional para el Festival de Eurovisión Junior | 2003 | Ganador                                               |
| Copenhague, Dinamarca, Festival de Eurovisión Junior                   | 2003 | Ganador                                               |